# Mantius
Mantius là một chi nhện trong họ Salticidae.